# Stadtpark Hain (Bamberg)
Der Stadtpark Hain (auch Hainpark) ist eine ausgedehnte Parkanlage im Süden der Stadt Bamberg zwischen dem rechten (Main-Donau-Kanal) und linken Arm der Regnitz. Er besteht aus dem nördlich des Münchener Rings liegenden Theresienhain und dem südlich davon gelegenen Luisenhain.

## Geschichte

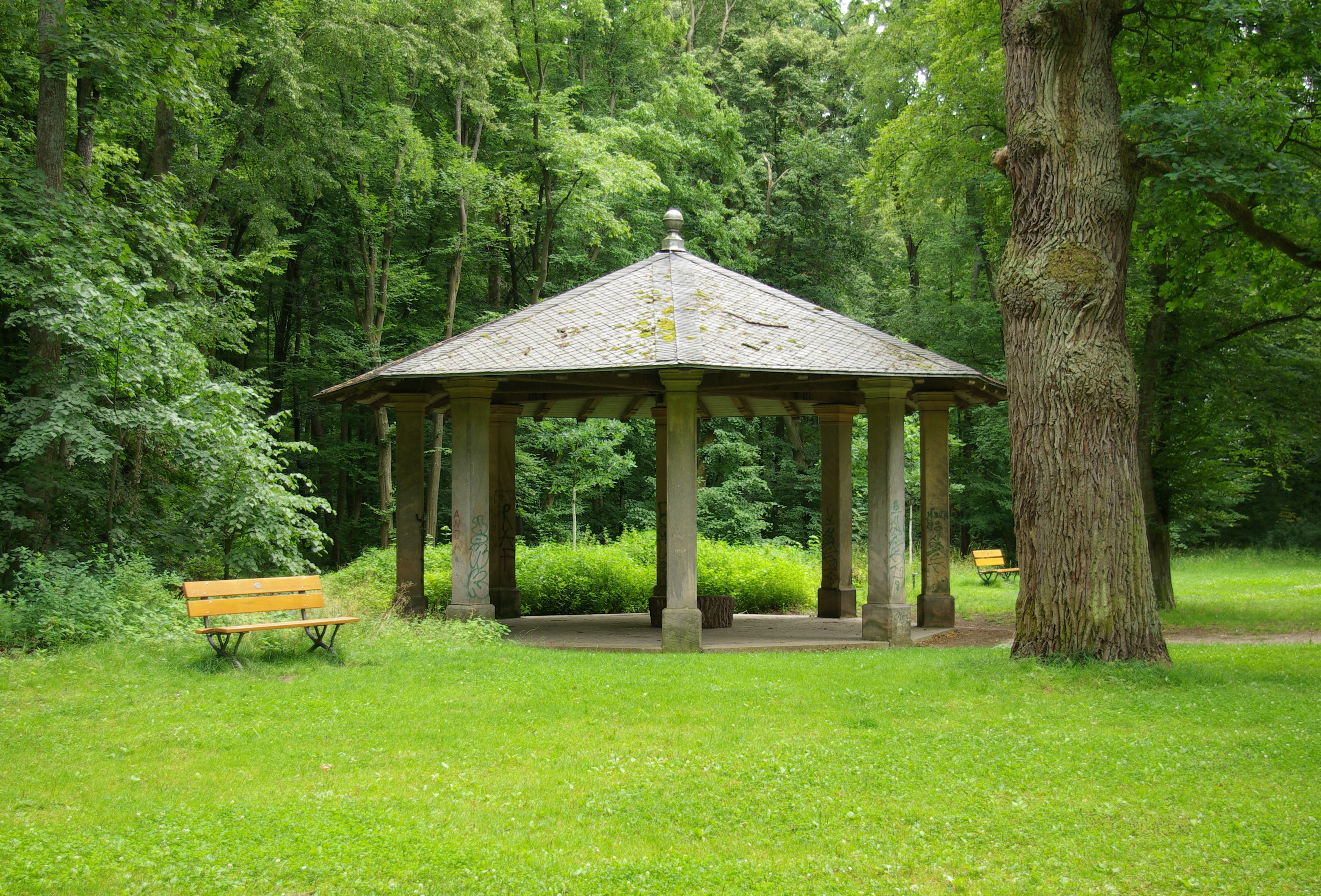
1851 erbaute Schutzhütte im Luisenhain, 2011

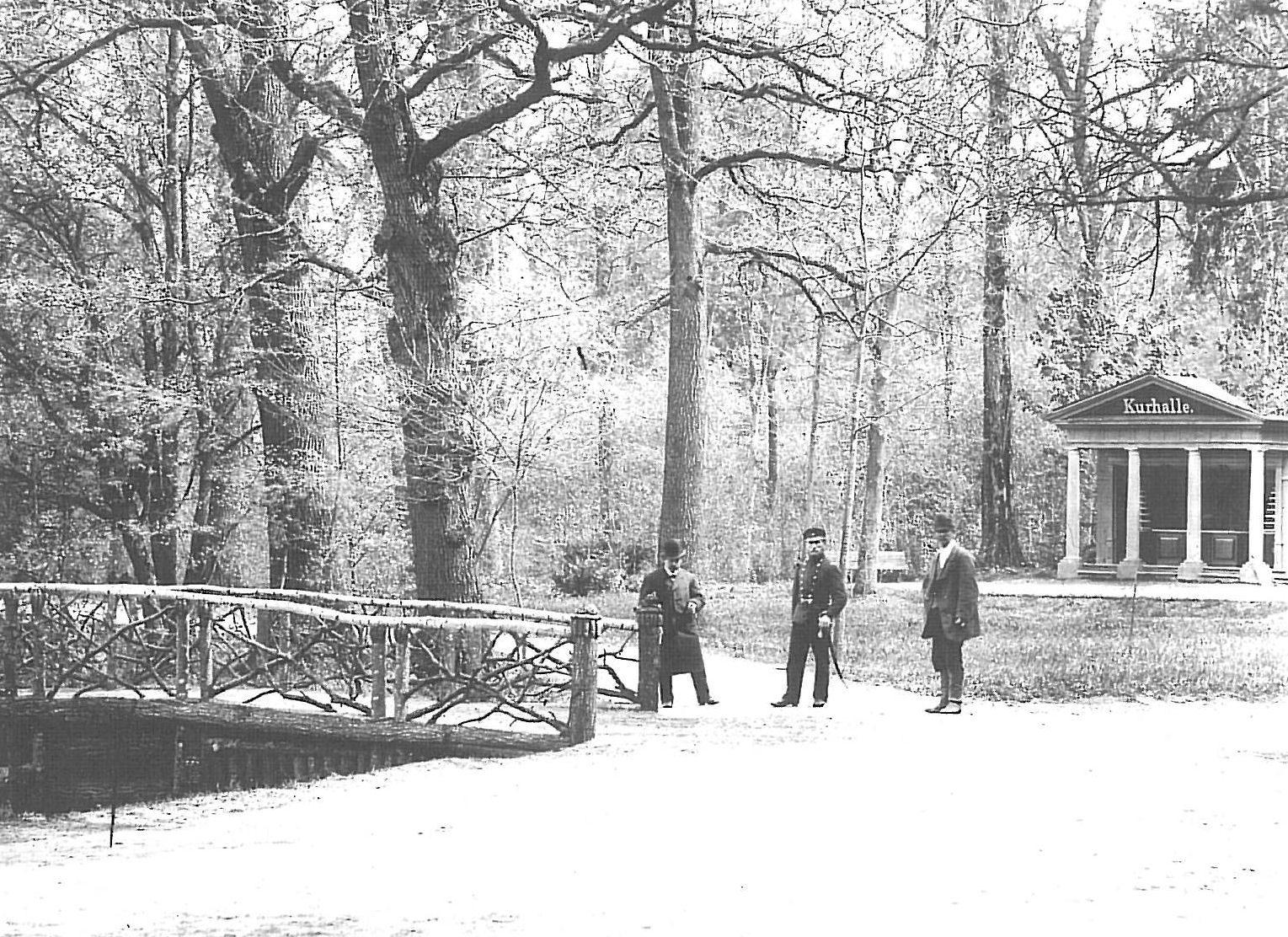
Die 1808 errichtete Kurhalle (heute Ruhetempel) im Theresienhain, 1879

Im Mittelalter war der heutige Stadtpark noch ein Auwald zwischen den beiden Regnitzufern.

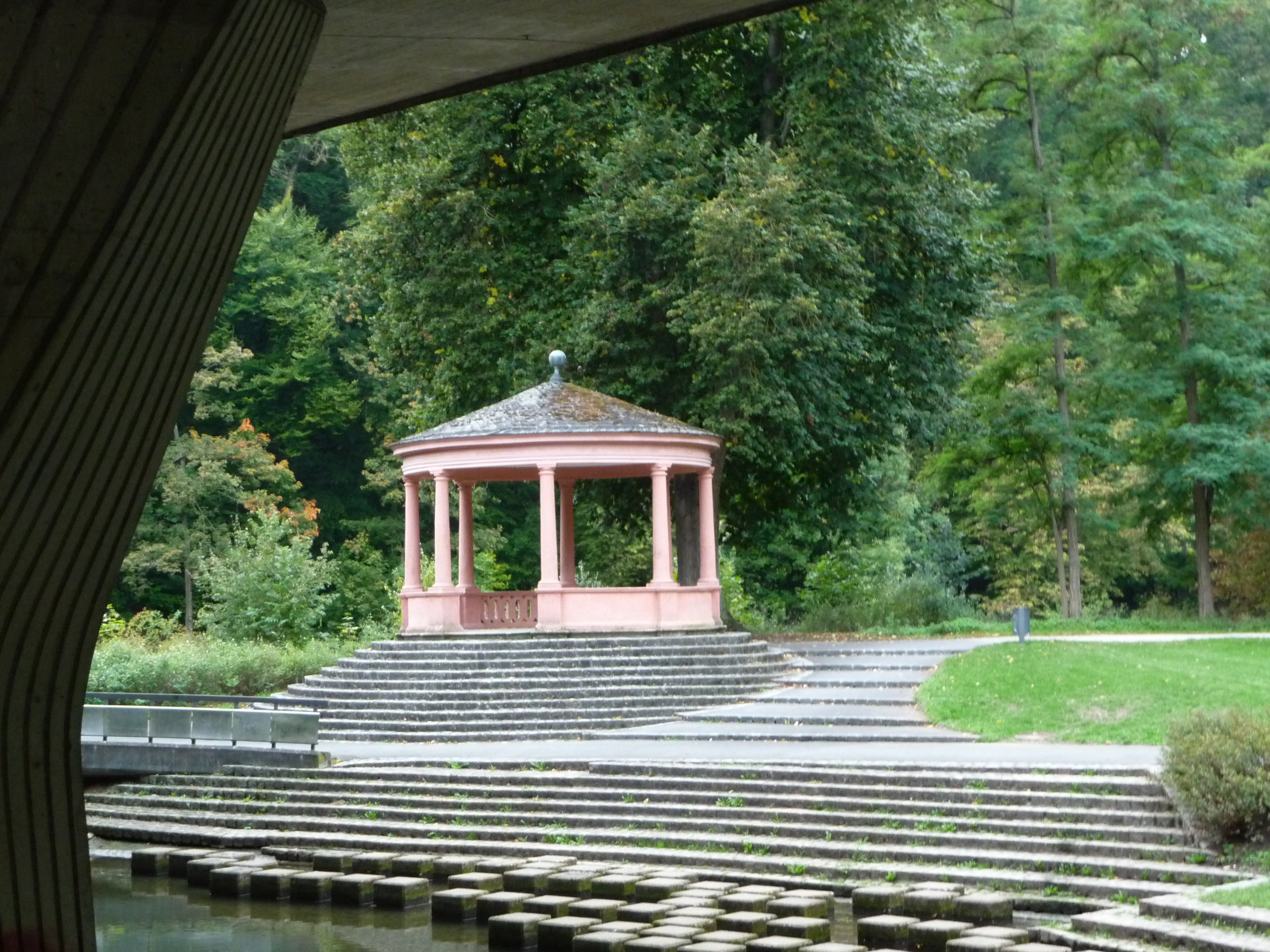
1804 in den Theresienhain versetzter Druidentempel, 2015

1803 wurde er von Stephan Freiherr von Stengel auf Wunsch des bayerischen Königs Maximilian I. Joseph nach dem Vorbild des Englischen Gartens in München in einen Landschaftspark umgewandelt und mit Pavillons, Denkmälern und Tempelchen ausgestattet. So wurde ein Monopteros, der Druidentempel, 1804 aus dem Garten von Schloss Seehof in den Hainpark versetzt. Im Hain spazierte schon E. T. A. Hoffmann, der dort, seinen eigenen Worten nach, den sprechenden Hund Berganza traf - ein Denkmal des akademischen Bildhauers Hermann Leitherer erinnert seit 1968 an diese Begegnung; der Holzpavillon des Theresienhaines wurde 1860 errichtet 
Dort befinden sich Reste des alten Ludwig-Donau-Main-Kanals aus dem 19. Jahrhundert, dessen nördlicher Endpunkt Bamberg war.
Im Jahr 2001 wurde der Hain als europäisches Schutzgebiet ausgewiesen.

### Botanischer Garten

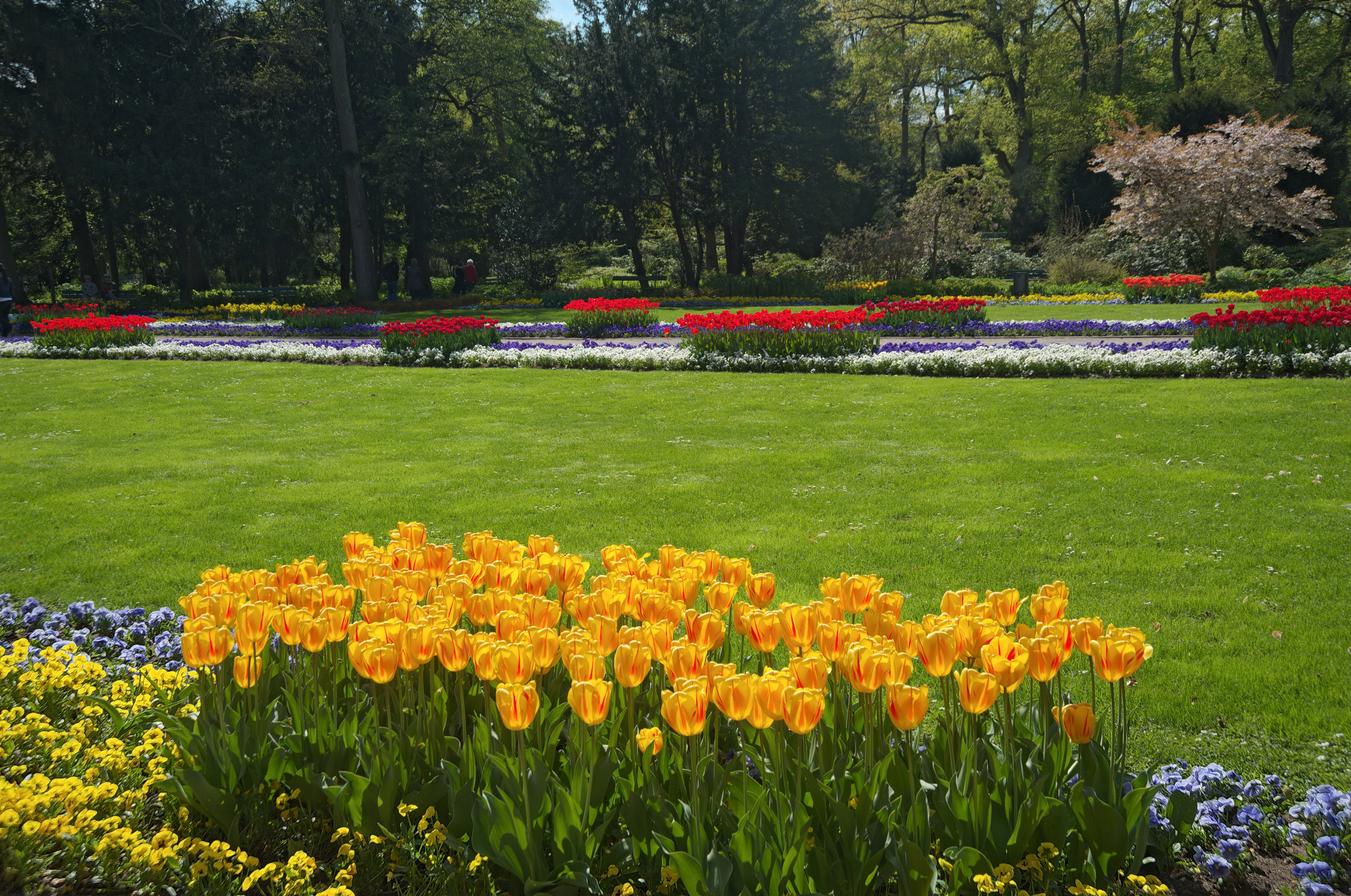
Tulpenblüte im botanischen Garten Bamberg (Hain), 2014

Im Hain liegt auch der botanische Garten der Stadt Bamberg. Er wurde 1906 als Schulgarten für Bamberger Gymnasien angelegt. Er besteht aus vier Staudenquadranten. An seinem nördlichen Ende liegt das sogenannte Metznerhäuschen, das zwischenzeitlich saniert wurde.